# ستيفاني هاينريش
ستيفاني هاينريش (بالإنجليزية: Stephanie Heinrich)‏  (و. 1979  م) هي عارضة، وممثلة، وبلاي ميت، وممثلة أفلام أمريكية، ولدت في سينسيناتي، أوهايو.

## التعليم
تعلمت في جامعة سينسيناتي
.

## وصلات خارجية
- ستيفاني هاينريش على موقع IMDb (الإنجليزية)
- ستيفاني هاينريش على موقع ألو سيني (الفرنسية)
- ستيفاني هاينريش على موقع قاعدة بيانات الفيلم (الإنجليزية)
- ستيفاني هاينريش على موقع كينوبويسك (الروسية)
- ستيفاني هاينريش في قاعدة بيانات الأفلام على الإنترنت